# رابرت برانان
رابرت برانان (انگلیسی: Robert Brannan; ۲۷ اوت ۱۹۲۴ – ژانویه ۱۹۸۶) بازیکن فوتبال اهل بریتانیا بود.
از باشگاه‌هایی که در آن بازی کرده‌است می‌توان به باشگاه فوتبال برادفورد سیتی اشاره کرد.